# Гужов, Александр Иванович
Александр Иванович Гужов (22 марта 1911, Грозный, Терская область — 12 декабря 2006, Абинск, Краснодарский край) — заслуженный деятель науки и техники РСФСР и Чечено-Ингушской АССР, доктор технических наук, профессор; участник Великой Отечественной войны.

## Биография
В 1932 поступил на работу в Грозненский нефтяной институт, имея среднее образование и двухлетний трудовой стаж в должности слесаря. Участвуя в учебной и научной работе кафедры «Газовое дело» и параллельно обучаясь, в 1938 году окончил Грозненский нефтяной институт без отрыва от работы и был оставлен в должности аспиранта. В 1947 защитил кандидатскую диссертацию, в последующем стал доцентом, профессором. Последние 5 лет трудовой деятельности работал во ВНИИГАЗе.

## Великая Отечественная война
На фронтах Великой Отечественной войны командовал взводом, батареей, дивизионом, артиллерией стрелкового полка. Участвовал в сражениях на Крымском и Сталинградском фронтах, кавалер двух орденов и двенадцати медалей. Уже осенью 1941 года был награждён орденом Красной Звезды в боях за город Армянск в Крыму на Перекопе и в дальнейшем неоднократно награждался при выполнении ответственных поручений командования. В августе 1942 года был тяжело ранен под Сталинградом, в марте 1943 демобилизован инвалидом 2-й группы.

## Научная деятельность
Стоял у истоков освоения физической переработки газа и разработки первых в нашей стране газоконденсатных месторождений. Тема кандидатской диссертации «Оптимальная последовательность ректификации сырья на крекинг-заводах» (1947) актуальна и в настоящее время.
Более 36 лет заведовал кафедрой разработки и эксплуатации нефтяных и газовых месторождений Грозненского нефтяного института. Подготовил более 20 кандидатов и докторов наук.

### Избранные труды
- А. И. Гужов. Сбор, транспорт и хранение природных газов. — 1978.
- А. И. Гужов. Совместный сбор и транспорт нефти и газа. — М.: Недра, 1973. — 279 с.
- А. И. Гужов, В. Ф. Медведев, В. А. Савельев. Гидравлические сопротивления при пробковой структуре движения газоэмульсионных смесей // Нефтяное хозяйство. — 1981. — № 2. — С. 55–56.
- А. И. Гужов, В. Ф. Медведев, А. Г. Удодов. Установка для оперативного контроля расхода нефти и газа в системах совместного сбора продукции скважин // Нефтяное хозяйство. — 1981. — № 12. — С. 55–56.

## Награды и звания
- Орден Красной Звезды;
- Орден Отечественной войны 1 степени;
- Медаль «За победу над Германией в Великой Отечественной войне 1941—1945 гг.»[1];
- 11 медалей;
- Заслуженный деятель науки и техники РСФСР
- Заслуженный деятель науки и техники Чечено-Ингушской АССР
- Почётный работник газовой промышленности СССР.